# گمینا ویلنگ
گمینا ویلنگ (به لهستانی:  Gmina Wieleń) یک گمینا در لهستان است که در شهرستان چارنکوو-تژچیانکا واقع شده‌است. گمینا ویلنگ ۴۲۸٫۳۲ کیلومتر مربع مساحت و ۱۲٬۵۷۲ نفر جمعیت دارد.